# Christo Projkow

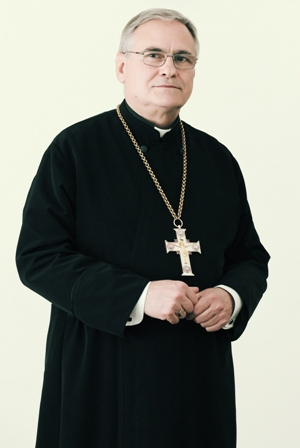
Christo Projkow

Christo Projkow (bulgarisch Христо Пройков; * 11. März 1946 in Sofia, Bulgarien) ist ein bulgarischer Geistlicher und emeritierter Bischof der Eparchie Hl. Johannes XXIII. in Sofia der bulgarisch-katholischen Kirche.

## Leben
Die Priesterweihe zum bulgarisch-katholischen Priester empfing Projkow am 23. Mai 1971 in Sofia. Zum Koadjutor im Apostolischen Exarchat von Sofia wurde Projkow am 18. Dezember 1993 ernannt. Zugleich erfolgte seine Ernennung zum Titularbischof von Briula. Die Bischofsweihe spendete ihm am 6. Juni 1994 in Sofia Papst Johannes Paul II.; Mitkonsekratoren waren Kardinal Giovanni Battista Re und Erzbischof Josip Uhač, Sekretär der Kongregation für die Evangelisierung der Völker. Seit dem 5. September 1995 ist Christo Projkow Bischof des griechisch-katholischen Exarchats von Sofia.
Am 15. Mai 2009 berief ihn Papst Benedikt XVI. zum Konsultor der Kongregation für die orientalischen Kirchen. Christo Projkow wurde am 11. Oktober 2019 infolge der Erhebung des Apostolischen Exarchats von Sofia zur Eparchie erster Bischof der Eparchie Hl. Johannes XXIII. in Sofia.
Am 8. April 2024 nahm Papst Franziskus sein aus Altersgründen eingereichtes Rücktrittsgesuch an.